# Alice Sebold
Alice Sebold (Madison, 6 de setembro de 1963) é uma autora americana, conhecida por seus romances The Lovely Bones e The Almost Moon, e por um livro de memórias, Lucky . Ela é mais conhecida por The Lovely Bones, um best-seller do New York Times que foi adaptado para um filme com o mesmo nome em 2010. Ela também é conhecida por suas memórias, Lucky, que vendeu mais de um milhão de cópias e descreve sua experiência em seu primeiro ano na Syracuse University, quando foi estuprada. Anthony Broadwater, que foi incorretamente identificado como o perpetrador por Sebold, acabou cumprindo 16 anos de prisão. Ele foi exonerado em 2021, depois que um juiz encontrou sérios problemas com a condenação original.

## Estupro e escrita deLucky
Nas primeiras horas de 8 de maio de 1981, quando Sebold era calouro na Syracuse University, ela foi agredida e estuprada enquanto caminhava para casa através de um túnel para um anfiteatro perto do campus. Cinco meses depois, enquanto caminhava por uma rua perto do campus de Syracuse, ela encontrou um homem que ela acreditava ser o estuprador. O homem, Anthony Broadwater, acabou cumprindo 16 anos de prisão, mantendo sua inocência o tempo todo. Por não admitir o ataque, ele teve sua liberdade condicional negada cinco vezes. Broadwater foi lançado em 1999 e permaneceu no registro de criminosos sexuais de Nova York.

### Anulação da condenação de Broadwater
Broadwater tentou cinco vezes que a condenação fosse anulada, com pelo menos o mesmo número de grupos de advogados. Quando Timothy Mucciante começou a trabalhar como produtor executivo em um projeto para adaptar Lucky ao cinema, ele notou discrepâncias na parte de seu livro que descreve o julgamento. Ele acabou deixando o projeto por causa de suas preocupações com a história e contratou um investigador particular para revisar as evidências contra Broadwater.
Em novembro de 2021, Broadwater teve a condenação revertida por um juiz da Suprema Corte de Nova York, que determinou que havia sérios problemas com a condenação original. A condenação se baseou fortemente em duas evidências: o testemunho de Sebold e a análise microscópica do cabelo, uma técnica forense que o Departamento de Justiça dos Estados Unidos posteriormente considerou não confiável.
Sebold identificou uma pessoa diferente como seu estuprador. Quando a polícia disse que ela havia escolhido a "pessoa errada", ela disse que os dois homens pareciam "quase idênticos". Sebold escreveu em Lucky que ela pensava que a equipe de defesa tentaria alegar que “Uma garota branca em pânico viu um homem negro na rua. Ele falou familiarmente com ela e em sua mente ela conectou isso ao seu estupro. Ela estava acusando o homem errado."
Sebold escreveu em Lucky que o promotor a havia instruído a mudar sua identificação.
Em relação a Sebold, Broadwater passaria a dizer "Eu simpatizo com ela, o que aconteceu com ela. Só espero que haja um sincero pedido de desculpas. Eu aceitaria. Não sou amargo nem tenho malícia em relação a ela." Uma semana depois que Broadwater foi exonerado, Sebold se desculpou publicamente por sua parte em sua condenação, dizendo que ela estava lutando "com o papel que eu involuntariamente desempenhei dentro de um sistema que mandou um homem inocente para a prisão" e que Broadwater "se tornou outro jovem negro brutalizado por nosso sistema legal falho. Sempre sentirei pena pelo que foi feito a ele."
Scribner, o editor de Lucky, divulgou uma declaração após a exoneração de Broadwater de que a distribuição de todos os formatos do livro cessaria enquanto Sebold e o editor determinavam como revisar o trabalho.